# Ernst Kraus (Geologe)

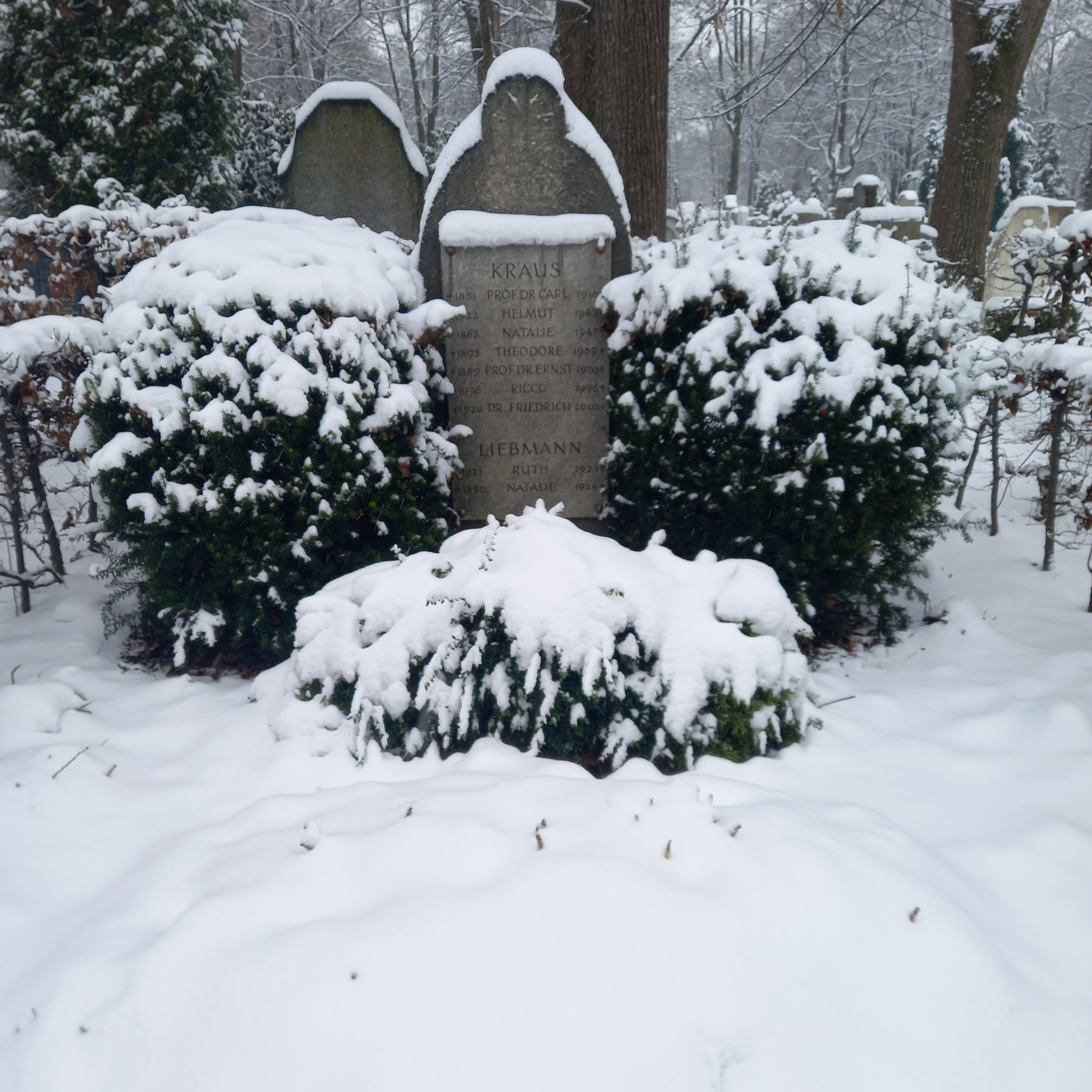
Das Grab von Ernst Kraus im Familiengrab Kraus auf dem Ostfriedhof (München)

Ernst Kraus (* 10. Juli 1889 in Freising; † 23. Juni 1970 in München) war ein deutscher Geologe.
Kraus studierte Geologie an der Universität München, wo er promoviert wurde (Geologie des Gebietes zwischen Ortenburg und Vilshofen in Niederbayern an der Donau, 1915). Während seines Studiums wurde er Mitglied des AGV München. 1922 wurde er außerordentlicher Professor an der Universität Königsberg (wo er die Zeitschrift Geologisches Archiv herausgab) und 1924 bis 1935 Professor an der Universität Lettlands in Riga. 1937 war er für den Aufbau des militärgeologischen Dienstes der Deutschen Armee verantwortlich, nachdem er schon im Ersten Weltkrieg Wehrgeologe war. 1942 wurde er Direktor des Instituts für Allgemeine und Angewandte Geologie der Universität München. 1945  endete dort seine Tätigkeit und er wurde Professor Emeritus. Er hielt noch bis in die 1960er Jahre Vorlesungen zu speziellen Themen wie Alpentektonik.
Kraus entwickelte die seinerzeit umstrittene Unterströmungstheorie von Otto Ampferer weiter und entwickelte darauf aufbauend Theorien über die Bildung der weltweiten Gebirgsketten, insbesondere aber der Alpen. Er erstellte mehrere geologische Kartenblätter im Allgäu und Betrieb Feldforschung neben dem Baltikum und den Alpen in der Türkei und Marokko.
Er war Mitglied der Deutschen Akademie der Wissenschaften zu Berlin, der Königlichen Akademie der Wissenschaften in Córdoba und der Leopoldina. Er war Ehrenmitglied der Geographischen Gesellschaft in Lettland und des Naturforscher-Vereins in Riga.
1959 erhielt er die Hans-Stille-Medaille. Zudem ist er Namensgeber für den Krausberg in der Antarktis.

## Schriften
- Die Entwicklungsgeschichte der Kontinente und Ozeane. Akademie-Verlag, Berlin 1959.
- Vergleichende Baugeschichte der Gebirge. Akademie-Verlag, Berlin 1951.
- Der Abbau der Gebirge. Band 1: Der alpine Bauplan. Borntraeger, Berlin 1936.
- Tertiär und Quartär des Ostbaltikums (= Ostbaltikum. Bd. 2 = Die Kriegsschauplätze 1914–1918 geologisch dargestellt. H. 10, Tl. 1). Borntraeger, Berlin 1928.
- Geologischer Führer durch Ostpreußen (= Sammlung geologischer Führer. Bd. 25 + 27, ZDB-ID 503724-4). 2 Teile. Borntraeger, Berlin 1924–1925.